# Halenia garcia-barrigae
Halenia garcia-barrigae är en gentianaväxtart som beskrevs av C. K. Allen. Halenia garcia-barrigae ingår i släktet Halenia och familjen gentianaväxter. Inga underarter finns listade i Catalogue of Life.